# Ergometer

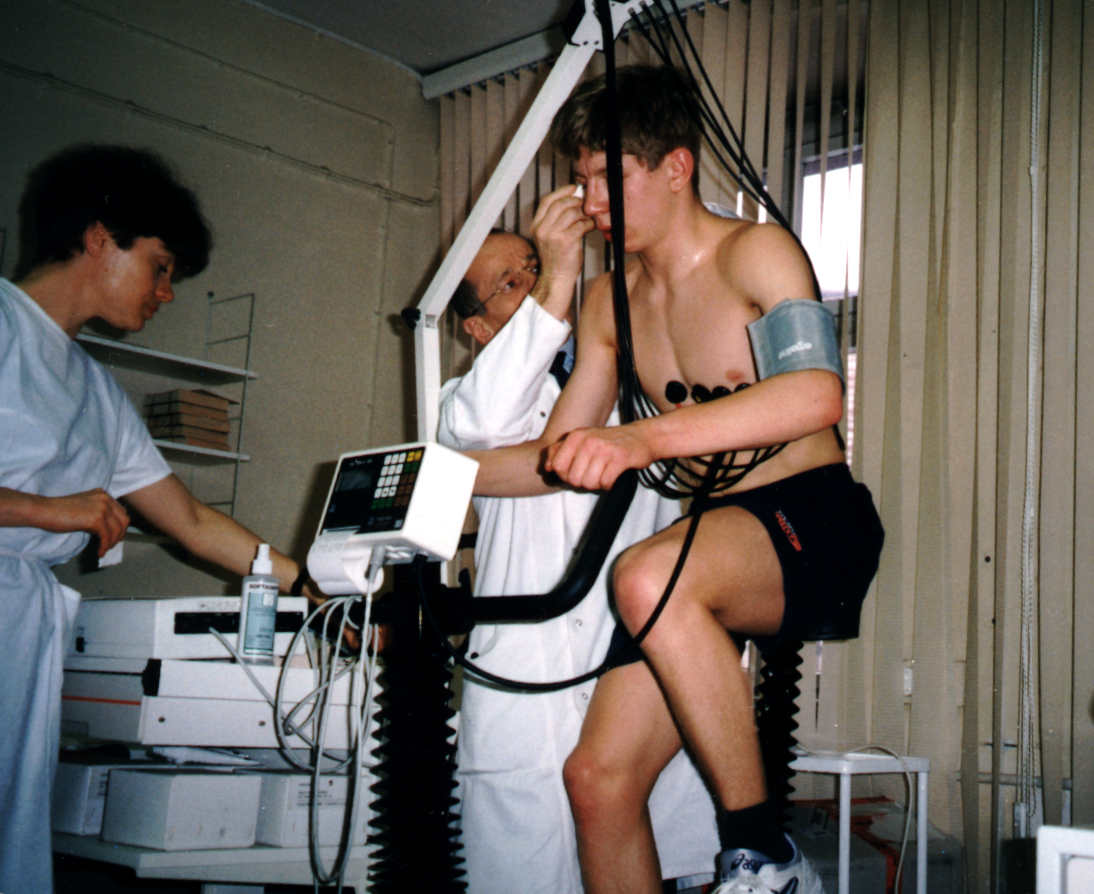
Ergometertest

En ergometer är en apparat för mätning av effektuttag från muskler. En vanlig form är en motionscykel, som alltså mäter hur mycket benmusklerna arbetar.